# وولودیمیر (شهر)
وولودیمیر-وولینسکیی (به اوکراینی: Володи́мир) شهری در استان ولین در کشور اوکراین است. جمعیت این شهر ۳۸,۰۷۰ نفر (۲۰۲۱ تخمینی) است.

## نگارخانه

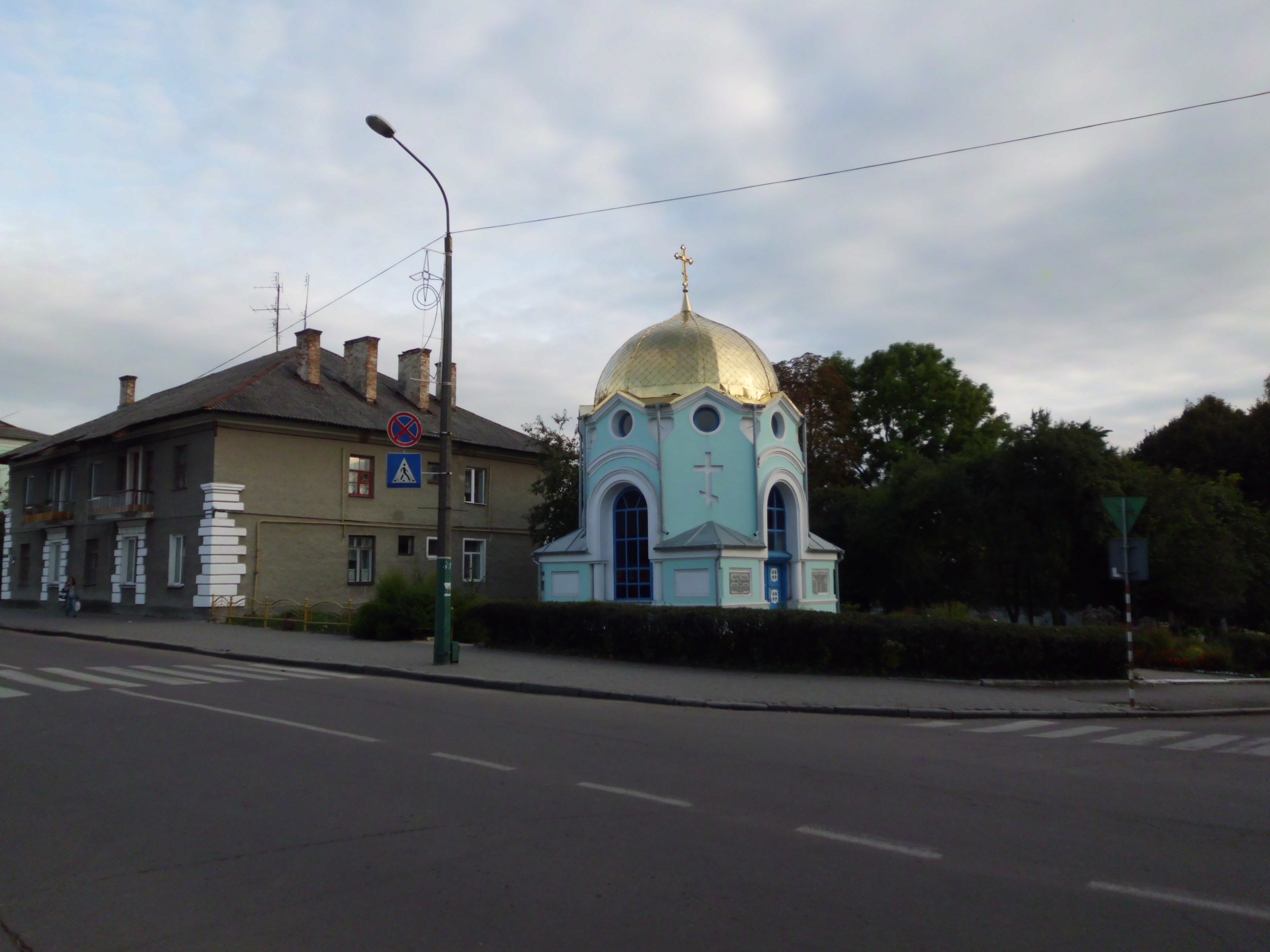
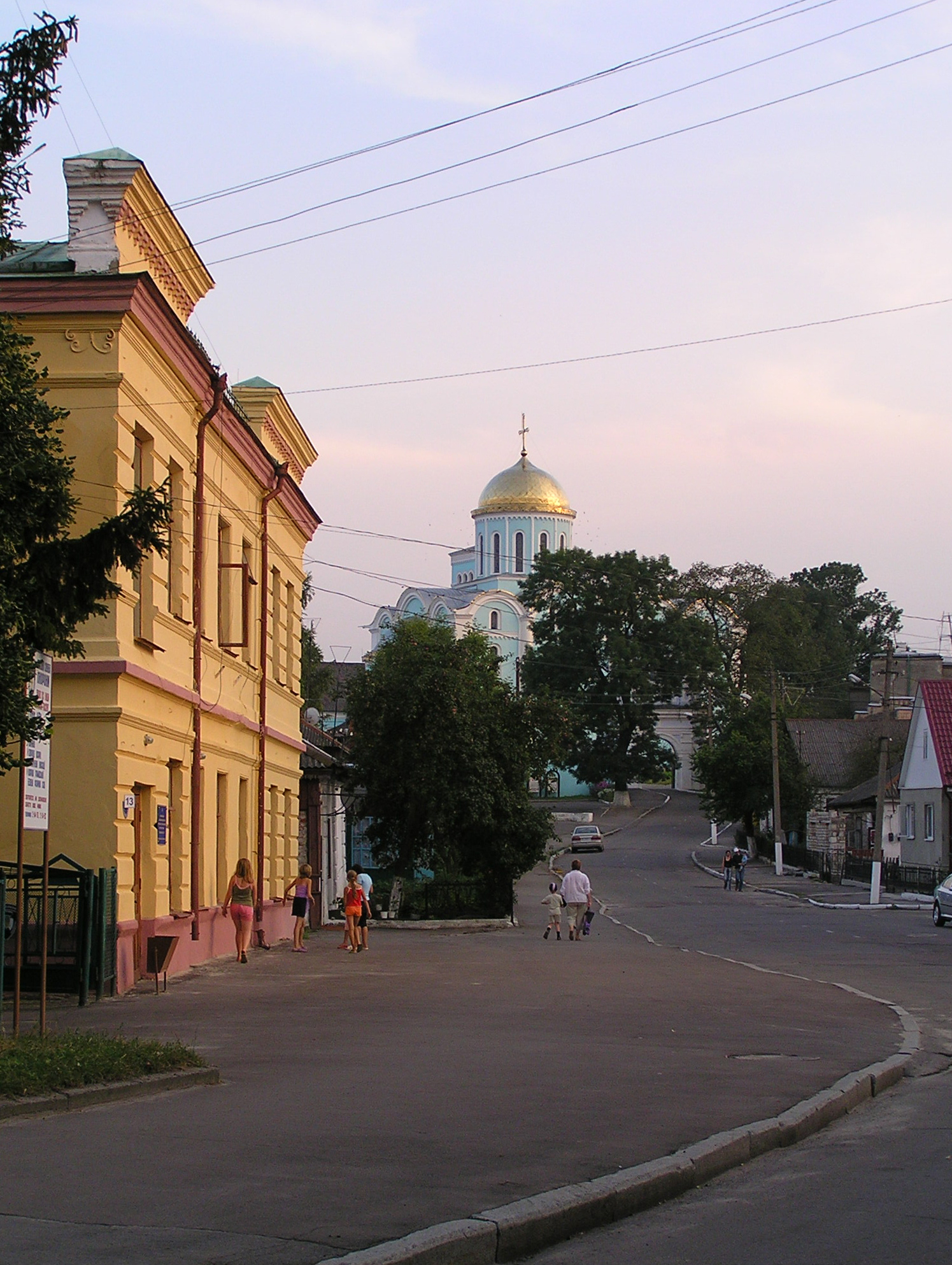
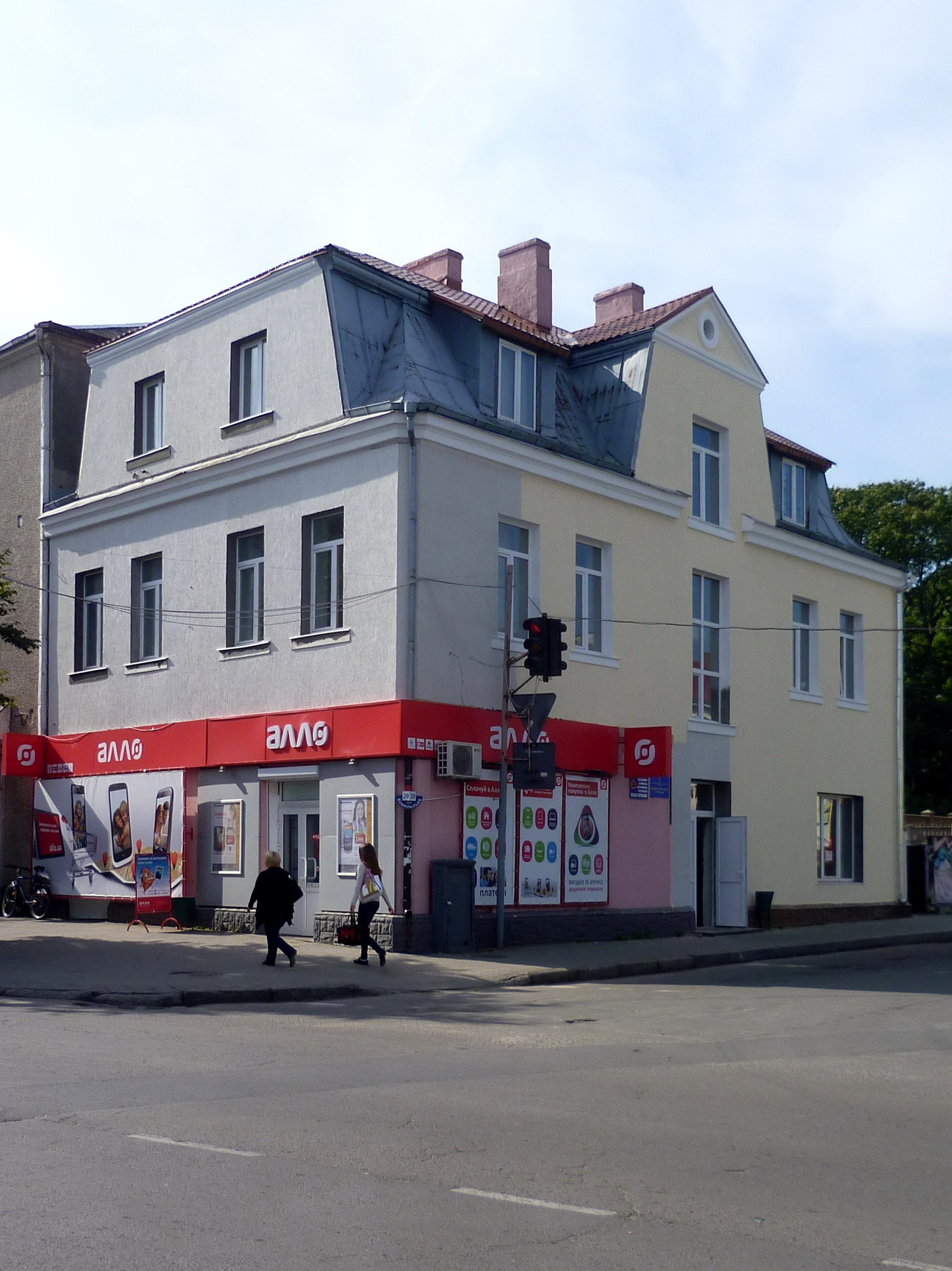
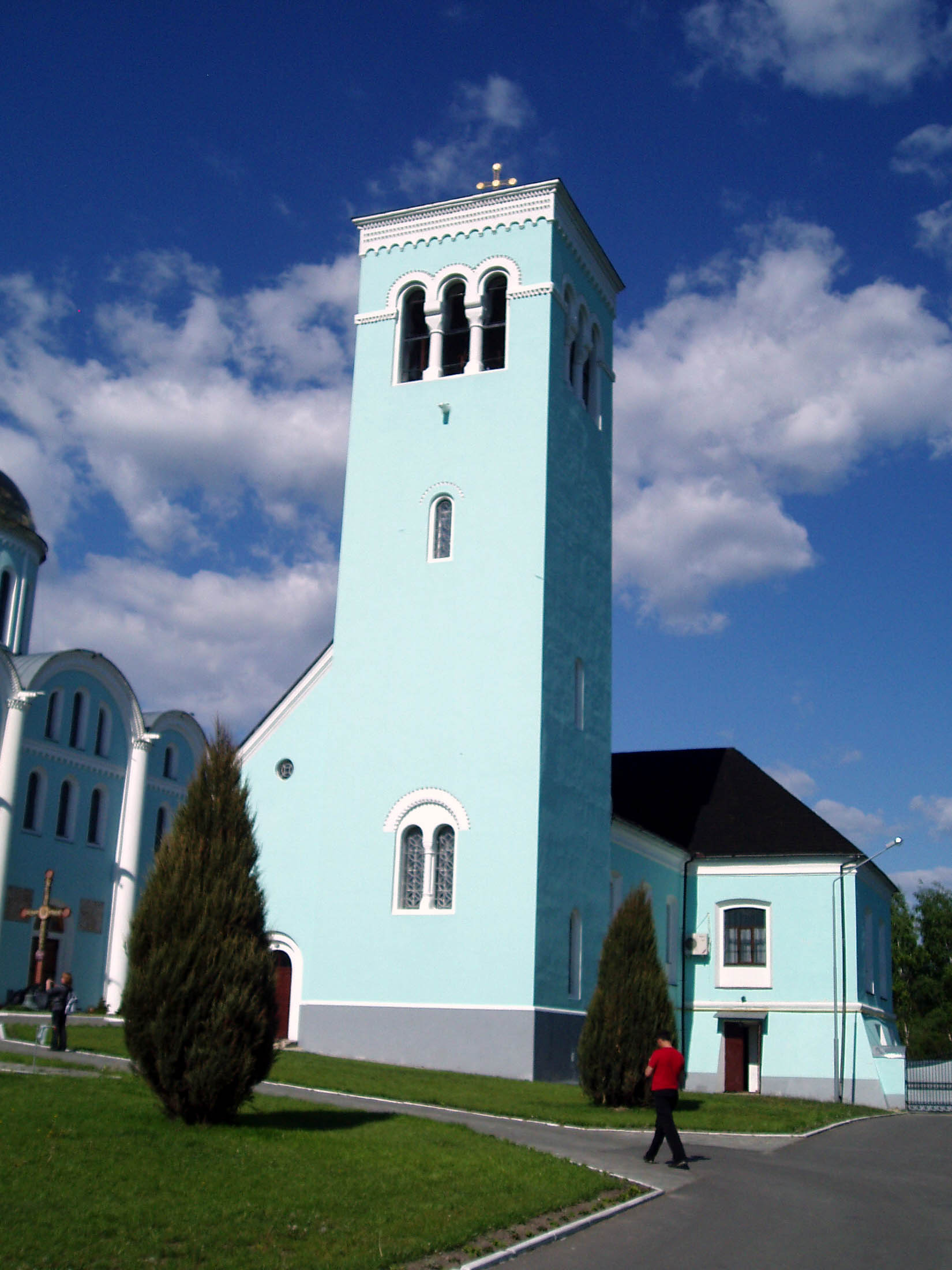
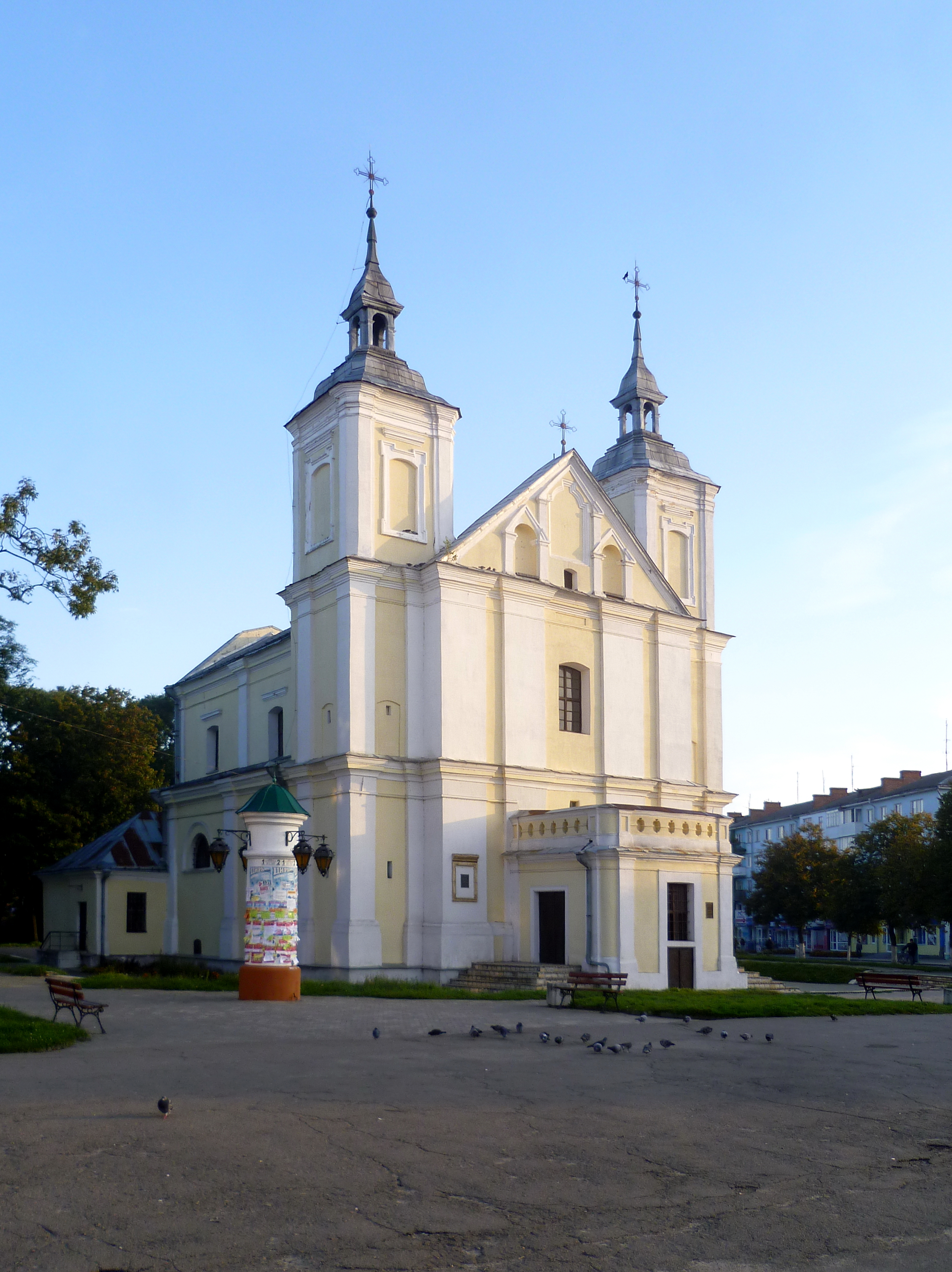
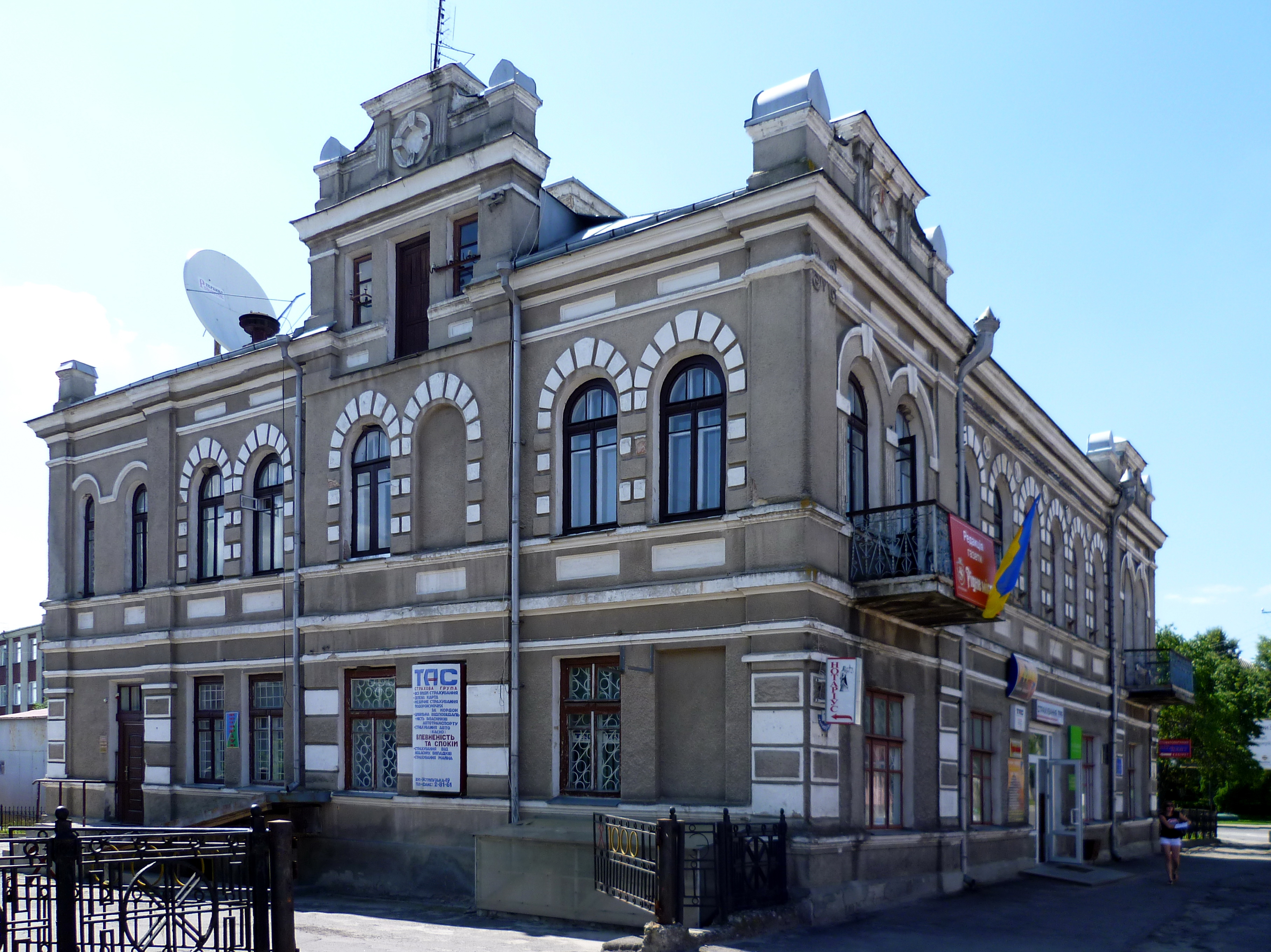
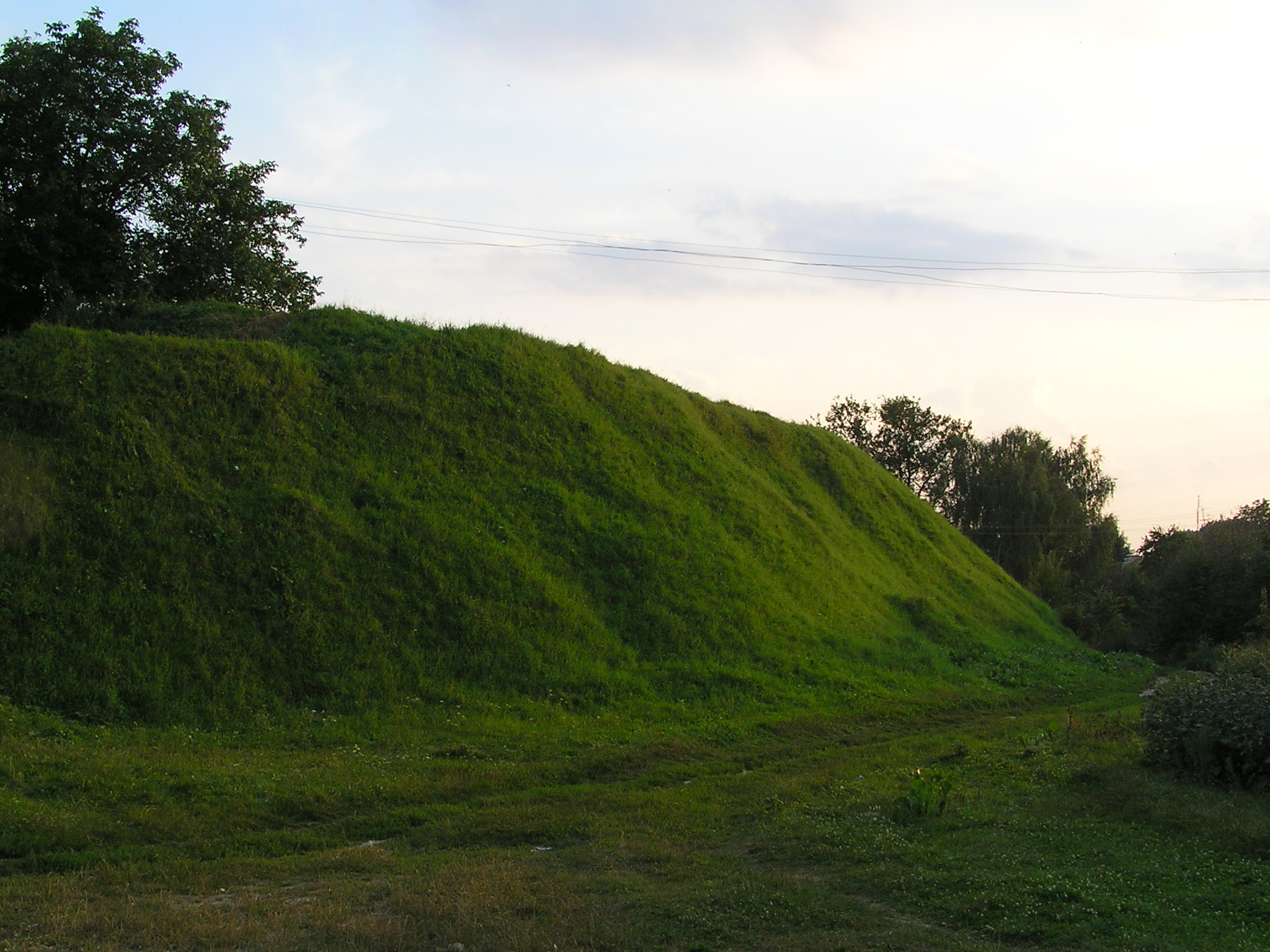